# Miguel Alemán Valdez (Tabasco)
Miguel Alemán Valdez es una localidad del municipio de Huimanguillo ubicado en la subregión de la Chontalpa del estado mexicano de Tabasco.

## Geografía
La localidad de Miguel Alemán Valdez se sitúa en las coordenadas geográficas 17°50′47″N 93°36′53″O / 17.846389, -93.614722, a una elevación de 21 metros sobre el nivel del mar.

## Demografía
Según el Conteo de Población y Vivienda 2020, efectuado por el Instituto Nacional de Estadística y Geografía, la localidad de Miguel Alemán Valdez tiene 377 habitantes, de los cuales 199 son del sexo masculino y 178 del sexo femenino. Su tasa de fecundidad es de 2.98 hijos por mujer y tiene 103 viviendas particulares habitadas.
| Gráfica de evolución demográfica de Miguel Alemán Valdez entre 1990 y 2020 |
|                                                                            |
| INEGI.                                                                     |